# Скарвер, Кристофер
Кри́стофер Ска́рвер (англ. Christopher Scarver; 6 июля 1969, Милуоки, Висконсин) — американский грабитель и убийца, получивший национальную известность после убийства в тюрьме Джеффри Дамера — известного серийного убийцы, совершённого 28 ноября 1994 года. Истинные мотивы нападения остались неизвестны, сам Скарвер после убийства симулировал сумасшествие, лишь спустя два десятилетия в интервью Кристофер Скарвер рассказал причину, по которой он решился на убийство Дамера.

## Ранние годы
Кристофер Скарвер родился 6 июля 1969 года в Милуоки, штат Висконсин. Кристофер был вторым ребенком в семье из пяти детей, посещал школу James Madison High School, которую бросил в 11-м классе. Бросив школу, некоторое время Кристофер перебивался случайными заработками. Для получения квалифицированной специальности Скарвер в 1989 году через организацию Корпус охраны природы, занимавшуюся в Висконсине подготовкой квалифицированных специалистов, поступил в одногодичное учебное заведение на специальность плотника с возможностью последующего трудоустройства. После смены руководителей в организации Кристофер потерял место и был отчислен. Впав в депрессию, Скарвер начал вести саморазрушительный образ жизни, у него развилась алкогольная и наркотическая зависимости. Всё это привело в итоге к тому, что весной 1990 года Скарвер был изгнан из дома собственной матерью. Узнав о беременности своей девушки и оставшись без средств к существованию, Кристофер Скарвер решился на совершение преступлений.

## Первое убийство и арест
1 июня 1990 года Кристофер Скарвер пришел в офис фирмы висконсинского Корпуса охраны природы. Он попытался ограбить менеджера Джона Файена, которого считал виновником своих неудач. После получения 15 долларов от Файена Скарвер застрелил рабочего Стива Ломана и потребовал от Файена большей суммы. После получения чека на несколько тысяч долларов преступник скрылся. Через 2 часа Кристофер Скарвер был арестован у порога дома своей девушки. При его обыске были найдены чек, деньги, кредитная карта и орудие убийства. После ареста Скарвер заявил, что стал очередной жертвой расизма.
Кристофер был обвинён в убийстве Стива Ломана и в 1992 году был приговорён к пожизненному лишению свободы с правом подачи ходатайства на условно-досрочное освобождение в 2042 году, после чего был этапирован для отбытия наказания в Columbia Correctional Institution в штате Висконсин.

## Убийство Джеффри Дамера
28 ноября 1994 года Кристофер Скарвер совершил нападение на заключённых Джеффри Дамера и Джесси Андерсона, нанеся им тяжёлые увечья. Все трое утром того дня были назначены на уборку туалетов и душевых кабин рядом с тренажёрным залом. Заключённых оставили без присмотра на 20 минут, в течение которых между Скарвером и его напарниками произошёл конфликт, закончившийся избиением Дамера и Андерсона. В 8:10 утра Дамер был найден без сознания и через час от полученных травм головы скончался. Андерсон умер через несколько дней. Скарвер не пожелал объяснить мотив своего поступка, ссылаясь на голоса в голове, и стал проявлять признаки психического расстройства. Было сделано предположение, что основным мотивом убийств Скарвера была расовая ненависть, так как среди жертв Дамера было 13 афроамериканцев, а Андерсон, который отбывал наказание за убийство своей жены, утверждал, что в действительности ее убийство совершили двое чернокожих. Кристоферу Скарверу были предъявлены новые обвинения, и в мае 1995 года он был приговорён ещё к двум пожизненным заключениям за убийства Дамера и Андерсона.

## В заключении
В 1995 году Кристофер Скарвер был переведён в тюрьму штата Колорадо, где провёл 5 лет и прошёл курс длительной реабилитации от психических расстройств, после чего был переведён в тюрьму Wisconsin Secure Program Facility, где также проходил курс лечения. Скарверу было назначено ошибочное лечение, в результате которого он дважды пытался совершить самоубийство. В 2005 году его адвокаты подали в суд на руководство тюрьмы, ссылаясь на то, что незаконные методы лечения подорвали физическое и психическое здоровье заключённого. В 2006 году иск был отклонён за недостатком доказательств.
В 2015 году Кристофер Скарвер получил вторую волну известности, дав интервью газете New York Post, в котором он детально рассказал о том, как развивались события ранним утром 28 ноября 1994 года. В качестве истинного мотива убийства Скарвер указал личную неприязнь по отношению к Джеффри Дамеру из-за его поведения в тюрьме, его забав и юмора. В интервью Скарвер уточнил, что орудием убийства послужил металлический прут, а не черенок от швабры, как сообщалось ранее.